# Дидык, Михаил Петрович
Михаил Петрович Диды́к (род. 20 ноября 1963) — украинский певец (лирико-драматический тенор). Народный артист Украины (1999).

## Биография
Родился 20 ноября 1968 года в селеКолубаевцы (ныне Каменец-Подольский район, Хмельницкая область, Украина).
В 1991 год окончил КГК имени П. И. Чайковского (класс Владимира Тимохина).
В 1993 году окончил целевую аспирантуру-стажировку.
В 1988—1994 годах работал в оперной труппе при КГК имени П. И. Чайковского.
С 1994 года — в Национальной опере Украины.

## Партии
- «Евгений Онегин» П. И. Чайковского — Ленский
- «Пиковая дама» П. И. Чайковского — Герман
- «Мадам Баттерфляй» Дж. Пуччини — Пинкертон
- «Богема» Дж. Пуччини — Рудольф
- «Риголетто» Дж. Верди — Герцог
- «Игрок» С. С. Прокофьева — Алексей

## Награды и премии
- Заслуженный артист Украины (1996)[1].
- Государственная премия Украины имени Тараса Шевченко (1998) — за исполнение партии Герцога в оперном спектакле «Риголетто» Дж. Верди в Национальной опере Украины.
- Народный артист Украины (1999)[2].
- Кавалер ордена «За заслуги» ІІІ степени (2001)[3]